# Hank de Jonge
Willem Hendrik (Hank) de Jonge (Zutphen, 22 september 1917 - aldaar, 1 maart 2008) was een Nederlandse advocaat.

## Advocaat
De Jonge, telg uit het adellijke geslacht De Jonge, studeerde rechten te Leiden. Daarna keerde hij terug naar Zutphen, waar hij een advocatenpraktijk begon samen met zijn oudere broer jhr. mr. Marinus Willem Cornelis (Minus) de Jonge (1911-2001), te onderscheiden van hun beider neef Marien de Jonge, jhr. mr. Marinus Willem Cornelis de Jonge (1911-2012). Hij behandelde onder andere de echtscheiding van prinses Irene.
In 1945 trouwde hij in Breda met Clara Francisca (Claar) van den Hurk (1919), ze kregen een dochter en twee zonen.

## Andere activiteiten
- Dertien jaar gemeenteraadslid in Zutphen voor de VVD.
- Voorzitter van woningcorporatie de David Evekink Stichting, opgericht door de Zutphense advocaat Jacob Dam (1824-1875).
- Bestuurslid van de Stichting Librije

In 2000 eerde de gemeente Zutphen hem met de gemeentelijke stadsprijs, de Meander, als erkenning voor zijn inzet voor de stad. Hij was Ridder in de Orde van de Nederlandse Leeuw.
Jhr. mr. W.H. de Jonge overleed op negentigjarige leeftijd in 2008.